# ガブリエル・ムートン
ガブリエル・ムートン（Gabriel Mouton 、1618年 - 1694年9月28日）は、17世紀のフランスの司祭で科学者である。 リヨンで神学の学位を取得したが、数学や天文学にも業績を残した。
1670年の著書 Observationes diametrorum solis et lunae apparentiumで、後のメートル法の先駆けになる長さの単位の提案を行った。ボローニャのリッチョーリの行った地球の大きさの測定に基づいて、緯度差1分に相当する子午線弧長をもとにする長さの単位を提案した。ムートンの提案した単位は子午線1分の長さを milliareとし、その1/10を centuria1/100を decuria、1/1000を virga以下 virgula、 decima、 centesima、millesimaとするものである。
子午線1分の長さmilliareは現在の海里と同じ決め方で、その1/1000の単位virgaは当時のパリの長さの単位Parisian toise（約1.95m）に近く受け入られやすいものであった。
実用上の理由から（短い長さを天体観測から精度よく求めることは困難なので）ムートンは現実的な長さの基準を振り子の周期で決めることを提案した。
これらのアイデアはジャン・ピカールやホイヘンスによって支持され、イギリスの王立協会でも検討された。同様な提案はライプニッツによってもなされた。100年以上後、フランスの科学アカデミーの度量衡委員会は地球の大きさに長さの基準を求めることにし、1791年にフランスで長さの定義が採用された。
太陽の直径の決定や，三角関数表、対数表の製作でも知られる。